# Cros de Rubí
El Cros de Rubí és una cursa de camp a través que es disputa anualment a Rubí des de l'any 1979. El cros va començar sent organitzat pel club Gimnàstic Artístic i Esportiu Rubí (GAE Rubí), i a partir del 1993, després que aquest es dividí en dues seccions, la gimnàstica i la d´atletisme, i s´acordés formar un club dedicat només a l'atletisme, va fer-se càrrec de l'organització la Unió Atlètica Rubí. La major part de les edicions que s'han disputat d'aquest cros han tingut lloc a l'anomenat bosc de Can Oriol. En el palmarès de guanyadors en la història del cros apareixen, entre d'altres, noms tan reconeguts com els de José Miguel Bartolomé (1982), Pere Casacuberta (1984), Reyes Estévez (1995), Ignasi Càceres i Carles Castillejo en categoria masculina i Carme Valero, Montserrat Abelló i Sílvia Montané Bonilla en categoria femenina.